# 쇼겐
쇼겐(正元, しょうげん)은 일본의 연호(元号) 중 하나이다.
- 전후 : 쇼카(正嘉) 이후 - 분오(文応) 이전.
- 시기 : 1259년 ~ 1260년
- 천황 : 고후카쿠사 천황, 가메야마 천황
- 쇼군 : 가마쿠라 막부의 무네타카 친왕
- 싯켄 : 호조 나가토키

## 개원(改元)
- 쇼카 3년 3월 26일(율리우스력 1259년 4월 20일), 개원.
- 쇼겐 2년 4월 13일(율리우스력 1260년 5월 24일), 분오로 개원된다.

## 출전
『시위(詩緯)』의 「一如正元、万載相伝」.

## 쇼겐 시기에 일어난 일
- 원년
  - 11월 : 고사가 상황의 요청으로, 고후카쿠사 천황이 가메야마 천황에게 양위하다.

## 서력과의 대조표
| 쇼겐 | 원년   | 2년    |
| ---- | ------ | ------ |
| 서력 | 1259년 | 1260년 |
| 간지 | 기미   | 경신   |

## 같이 보기
- 일본의 연호 일람
- 정원(正元) : 중국 삼국 시대의 국가 위(魏)의 연호(254년 ~ 256년).

| 이전 쇼카 | 일본의 연호 1259년 ~ 1260년 | 다음 분오 |